# Atreyu (gruppo musicale)
Gli Atreyu sono un gruppo musicale statunitense formatosi nel 1998 a Orange County, in California.
La band è formata dal cantante Brandon Saller, dai chitarristi Travis Miguel e Dan Jacobs, dal bassista Marc McKnight e dal batterista Kyle Rosa.
Il nome originale del gruppo, Retribution, venne mutato nel nome attuale, quello di un personaggio del romanzo La storia infinita di Michael Ende, Atreiu (in inglese appunto Atreyu), dopo aver scoperto che un'altra band proveniente da Hemet, in California, stesse appunto usando Retribution.

## Storia del gruppo

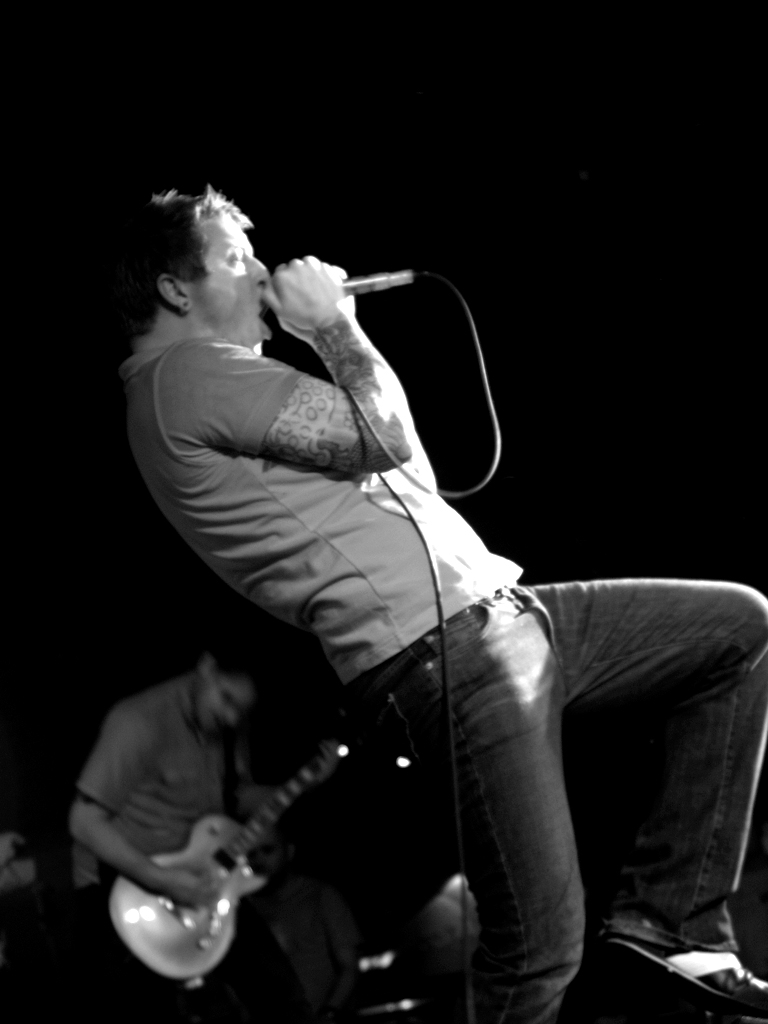
Il vocalist Alex Varkatzas

Il gruppo pubblicò nel 1998 il primo EP, Visions, un lavoro indipendente di sette tracce che fu venduto esclusivamente durante i loro concerti. Il loro secondo lavoro fu Fractures in the Facade of your Porcelain Beauty, un breve EP distribuito dall'etichetta underground Tribunal Records, le cui cinque tracce saranno rivisitate negli album successivi.
Gli Atreyu firmarono un contratto nel 2001 con la Victory Records, famosa per la capacità di portare al successo band emocore e metalcore, e le loro opere più acclamate dalla critica proveranno da queste uscite. Solo nel 2002 pubblicarono il loro primo album, Suicide Notes and Butterfly Kisses. In questo periodo iniziò a lavorare per la band come seconda voce Brandon Saller, l'attuale batterista, ma in quest'album le sue parti furono in gran parte limitate a cori. Furono filmati, in questo periodo, video musicali per i singoli "Ain't Love Grand" e "Lip Gloss and Black". Quest'ultimo video ebbe molta fortuna su programmi tv musicali come Headbangers Ball e Uranium allo scadere del 2003, facendo guadagnare al gruppo parecchia attenzione. Il secondo album, The Curse, pubblicato nel 2004 e di cui furono vendute 450 000 copie, è profondamente diverso dal precedente lavoro: il gruppo infatti si concentra maggiormente sulle canzoni che risultano più curate e sulla orecchiabilità dei testi. La band diede il suo contributo per la colonna sonora del film Mr. & Mrs. Smith, con la cover di una canzone di Bon Jovi, "You Give Love a Bad Name", e per la colonna sonora di Underworld, Evolution, con "Her Portrait in Black". "Right Side of the Bed" appare anche nel videogioco Burnout 3.
Il 28 marzo 2006 gli Atreyu pubblicarono il loro terzo LP, intitolato A Death-Grip on Yesterday, che ebbe un rilevante successo e fece notare gli Atreyu al grande pubblico, facendoli posizionare alla numero 9 della Billboard 200. Due tracce, Ex's and Oh's (parte della colonna sonora del videogioco Madden NFL 07) e The Theft, furono trasmesse negli Stati Uniti via radio nelle classifiche nazionali. Le canzoni contenute in quest'album presentano caratteristiche profondamente diverse da quelle precedenti: la voce melodica di Brandon Saller, raddolcisce le urla di Varkatzas, per cui l'insieme risulta meno duro, discostandosi sensibilmente dai precedenti lavori gothic e dark.
All'inizio del 2007 gli Atreyu firmarono un contratto con la Hollywood Records per la distribuzione sul territorio statunitense del loro nuovo album, Lead Sails Paper Anchor. L'album venne distribuito nel resto del mondo dalla casa discografica olandese Roadrunner Records. Fu pubblicato un puzzle nel sito ufficiale della band, il cui obiettivo era quello di ordinare i clip audio del loro singolo "Becoming the Bull", presente appunto nel nuovo album, nel modo corretto. Quest'album, pubblicato il 28 agosto 2007, debuttò alla numero 8 della Billboard 200, vendendo solo nella prima settimana 43 000 copie; esso segna decisamente una svolta per la band la quale si discosta dai connotati duri delle precedenti canzoni per adottare un ritmo più melodico e uno stile non più incentrato sulle urla di Varkatzas. La versione americana dell'album contiene anche una Bonus Track, una reinterpretazione di Epic dei Faith No More, mentre nelle versioni europee ed australiana vi è la cover di "Clean Sheets", dei Descendents.
Gli Atreyu hanno partecipato al tour "Taste of Chaos" nel 2008, affiancando band come Avenged Sevenfold, Bullet for My Valentine, D'espairsRay, Mucc, e Blessthefall. Il 22 aprile 2008 Lead Sails Paper Anchor fu pubblicato di nuovo, con una nuova cover, due tracce bonus, un DVD ed un booklet digitale. Da luglio ad agosto 2008 gli Atreyu hanno avuto un ruolo principale nel Revolution Stage del Project Revolution, tenuto dai Linkin Park. La loro scaletta consisteva in 45 minuti di canzoni diverse. Nello stage con loro vi erano presenti 10 Years, Hawthorne Heights, Armor for Sleep, e Street Drum Corps.
Gli Atreyu hanno pubblicato il 27 ottobre 2009 il loro quinto album, Congregation of the Damned. Questo nuovo lavoro, prodotto da Bob Marlette (che ha lavorato con Ozzy Osbourne e gli Airbourne) e mixato da Rich Costey (che ha lavorato con i System of a Down ed i Rage Against the Machine), è più "dark" e duro del precedente. Secondo il cantante del gruppo Alex Varkatzas, l'album è "un mix di tutto quello che abbiamo fatto sinora".
La band iniziò un tour in compagnia dei Hollywood Undead, Escape the Fate e The Sleeping, promuovendo canzoni del nuovo album come Bleeding Is a Luxury e Gallows. Gli Atreyu pubblicizzarono anche l'album con 5 episodi sul web, pubblicati ogni 2 settimane dal 1º settembre al 20 ottobre. Congregation of the Damned debuttò alla numero 18 nella Billboard 200, vendendo 27 412 copie nella prima settimana. Gli Atreyu annunciarono che avrebbero registrato un EP, Covers of the Damned, con Chiodos, Blessthefall, Endless Hallway, e gli Architects (UK). Doveva essere pubblicato il 12 ottobre, ma è trapelata su Internet il 9 ottobre. Gli Atreyu hanno avuto un tour in Australia con il No Sleep Til Festival suonando in molti posti con i Dropkick Murphys, Alkaline Trio, Megadeth e molti altri. A dicembre, insieme ai Bring Me the Horizon diedero supporto ai Bullet for My Valentine girando il Regno Unito.

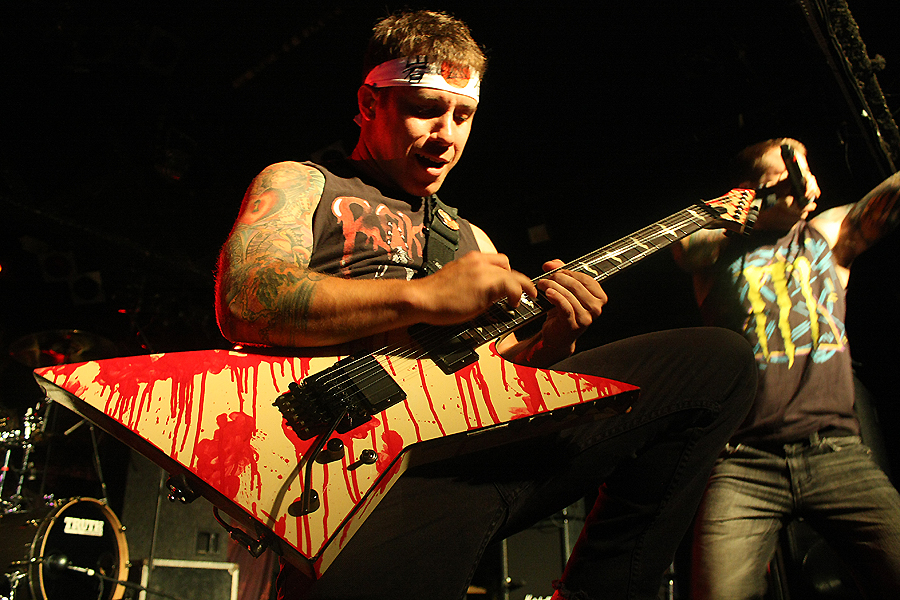
La band a Barcellona, Spagna

In una breve serie di post su Twitter, Alex Varkatzas confermò che la band avrebbe preso una pausa da tour e registrazioni per "ricaricarci e focalizzarci nelle altre parti della nostra vita." In questi stessi post su Twitter, Alex ha dichiarato di stare per lavorare ad un nuovo progetto con la voce dei Bleeding Through, Brandan Schieppati chiamato I Am War.
Il progetto di riserva del batterista Brandon Saller, ovvero gli Hell or Highwater (prima chiamati "The Black Cloud Collective") hanno registrato un album chiamato "Begin Again" pubblicato il 9 agosto 2011. Saller in questa band è unicamente la voce principale, ed in questo album non figurano gli stessi elementi metalcore presenti negli Atreyu, ma anzi la voce ed il suono è molto simile a band come Breaking Benjamin e Three Days Grace, poiché la band usa solo voci pulite.
Nel dicembre del 2011, Travis Miguel aggiunse i suoi sforzi alla lista de progetti laterali ad Atreyu con i Fake Figures e il loro EP Hail the Sycophants. Questo progetto include Miguel come chitarra, Rus Martin (Hotwire), Robert Bradley (Scars of Tomorrow), e Justin Pointer e Heather Baker i quali furono entrambi membri dei Nightfall, un progetto che il bassista Marc McKnight seguì fino al 2003 prima di entrare negli Atreyu. Nel luglio 2012, Steve Ludwig entrò nei Fake Figures come loro nuovo batterista e nel 2013, Travis Miguel stava suonando con i Trapt.
L'11 maggio 2013 la band postò una dichiarazione chiedendo ai propri fan su Facebook di ripostare il loro messaggio "se vuoi che gli Atreyu scrivano un nuovo singolo da farvi sanguinare le orecchie", con una seconda dichiarazione in cui spiegano che sperano di tornare ad uno stile più simile al loro secondo album studio, The Curse.
Il 10 giugno 2014 la band pubblicò una serie di brevi video nel loro canale YouTube ufficiale contenenti alcuni spezzoni di video della band che suona, il loro logo, ed un conto alla rovescia.
Il 1º luglio 2014 la band ufficializza di essere tornata e di prepararsi a lavorare su nuovo materiale. È stato anche annunciato che la band pianifica di tornare a suonare in live, partendo dallo show al Chain Reaction l'11 settembre 2014 ed un'apparizione all'Aftershock Festival il 14 settembre 2014. Il 5 settembre 2014 la band pubblica un nuovo singolo sul loro canale YouTube chiamata "So Others May Live", scaricabile gratuitamente nel loro sito ufficiale. La band ha anche annunciato di suonare al "South by So What?!" festival a marzo nel QuikTrip Park a Grand Prairie.
Gli Atreyu hanno suonato allo Slipknot's Knotfest nel weekend del 25-26 ottobre 2014.
Nel luglio 2015 esce il sesto album della band, intitolato Long Live, seguito tre anni dopo dall'album In Our Wake.
Il primo ottobre 2020 la band ufficializza l'uscita del cantante Alex Varkatzas, con il seguente spostamento del batterista Brandon Saller ad unico cantante e l'ingresso alla batteria di Kyle Rosa, già batterista degli Hell Or Highwater. A seguito di questo, il 16 ottobre esce il primo singolo della band, intitolato Save Us, con la nuova line up. Il 4 marzo 2021 annunciano l'uscita del nuovo album, Baptize, prevista per il 4 giugno 2021 su etichetta Spinefarm Records.

## Formazione

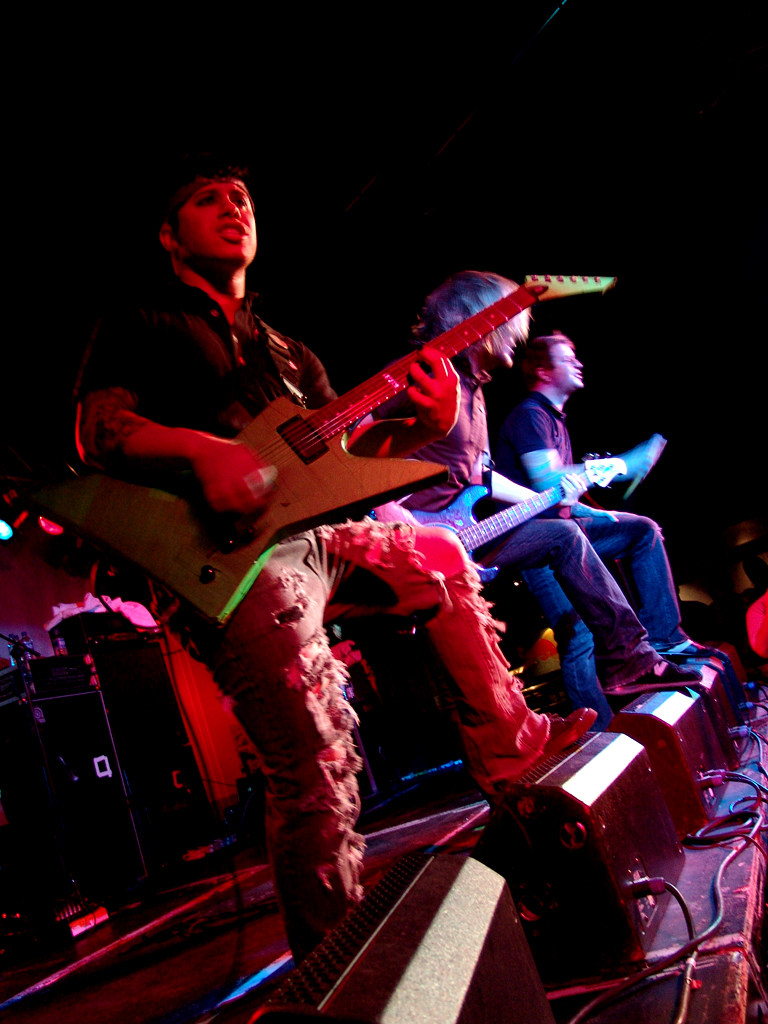
Gli Atreyu in concerto (13 dicembre 2004)

### Formazione attuale
- Brandon Saller - batteria e backing vocals (1998-2020), voce (2020-presente)
- Dan Jacobs - chitarra, cori (1998-presente)
- Travis Miguel - chitarra (2001-presente)
- Marc McKnight - basso, cori (2004-presente)
- Kyle Rosa - batteria (2020-presente)

### Ex componenti
- Alex Varkatzas - voce death, voce (1998-2020)
- Brian O'Donnell - basso, cori (1998)
- Chris Thompson - basso, cori (2001-2004)
- Kyle Stanley – basso, cori (1999-2001)

## Discografia parziale

### Album in studio
- 2002 - Suicide Notes and Butterfly Kisses
- 2004 - The Curse
- 2006 - A Death-Grip on Yesterday
- 2007 - Lead Sails Paper Anchor
- 2009 - Congregation of the Damned
- 2015 - Long Live
- 2018 - In Our Wake
- 2021 - Baptize
- 2023 - The Beautiful Dark of Life
- 2024 - The Pronoia Sessions

### Raccolte
- 2007 - The Best of... Atreyu

### EP
- 1998 - Visions
- 2001 - Fractures in the Facade of Your Porcelain Beauty